# مارغريت فوجت
مارغريت فوجت (بالإنجليزية: Marguerite Vogt؛ بالألمانية: Marguerite Vogt) هي عالمة أورام ألمانية وأمريكية، ولدت في 13 فبراير 1913 في برلين في ألمانيا، وتوفيت في 6 يوليو 2007 في لاهويا في الولايات المتحدة.